# جائزة المكسيك الكبرى 1992
جائزة المكسيك الكبرى 1992 هو سباق فورمولا 1 أقيم بتاريخ 22 مارس 1992 في مدينة مكسيكو، المكسيك. كان الثاني من أصل 16 في بطولة العالم لسباقات الفورمولا واحد موسم 1992. حلّ البريطاني نايجل مانسيل أولا بينما جاء الإيطالي ريكاردو باتريس في المركز الثاني وحصل على المركز الثالث الألماني مايكل شوماخر.